# Rabszolgaság

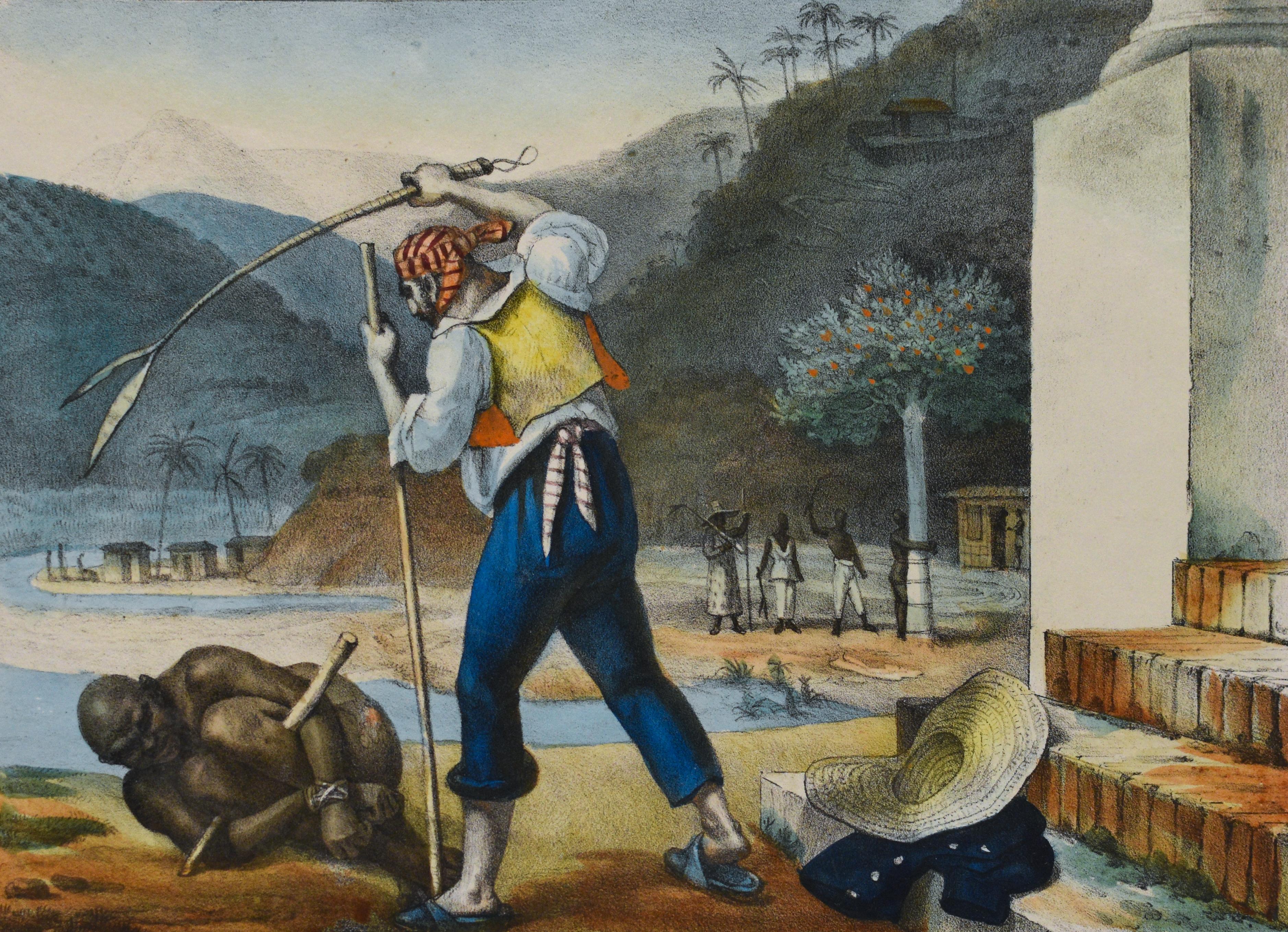
Rabszolgaság Brazíliában, Jean-Baptiste Debret festménye

A rabszolgaság az egyetemes emberi jogokat figyelmen kívül hagyó, vagy azokat tagadó külső kényszer hatására létrejövő emberi létállapot, melyben az egyént szabad akarata ellenére, emberi léptékben nem jelentéktelen ideig mások szolgálatára, munka végzésére kényszerítik; az emberkereskedelem hasonló alakzataitól intézményesítettségében, társadalmi megítélésében, elfogadottságában különbözik. A történelem során gyakran jellemző volt a rabszolga tulajdonként, ingóságként való kezelése, nem ritkán adás-vétele, a rabszolga-kereskedelem. A rabszolgatartás gyakori jellemzője, hogy a kényszerítés intézményesített erőszakszervezetek általi fenyítéssel, erőszak révén, kínzással, intézményesített sanyargatással fizikai vagy intézményesített erőszakkal történik; célja a gazdasági kizsákmányolás. Az Emberi Jogok Egyetemes Nyilatkozata számos cikkét közvetetten, így az 1., 3., 6., és 7., cikkeit, és nevesítetten a 4. cikkét sérti a rabszolgaság; ez egyetemes bűn, ennek megfelelően a világ minden országában - legalábbis elviekben - annak minden formája tiltandó. E társadalmi, közgazdasági jelenség ennek ellenére napjainkban sem példa nélküli: Mauritániában 2007-ig intézményesített formában létezett. Az egyetemes tilalom ellenére napjainkban is jelentős számban esnek áldozatául, és számos ország a tilalom kikényszerítése hiányában a mai napig felelős annak fennállásában; az emberkereskedelem áldozatainak száma becslések szerint eléri a 40,3 milliót; sőt számos háborús övezetben, illetve központi kormányzattal nem rendelkező területen a klasszikus rabszolgatartás  újra megjelent a 2010-es években. Az adósrabszolgaság a modern kori rabszolgaság de facto formája. A kikényszerített munka más formákban tovább létezik, mint jobbágyság, cselédség, gyerekek örökbe fogadása és ingyen munkaerőnek való felhasználása, illetve a gyermekkatonaság, a kényszerházasság formájában is.
A rabszolgatartó társadalmak jogintézményekkel is támogatták emberek vagyontárgyként való kezelését, adás-vételét. A rabszolga kényszermunkát végez, kényszerszolga gazdájának.   Ura önkényétől függően ezért kaphatott fizetést, de ezt jogilag nem lehetett kikényszeríteni, bármikor lehetett csökkenteni vagy akár el is venni. Egyes jogrendszerek biztosítottak bizonyos szintű jogokat, míg másokban a rabszolga teljes mértékben ki volt szolgáltatva gazdájának, aki kínozhatta, akár meg is ölhette. 
A rabszolgatartás kezdetei megelőzik az írás feltalálását. Egy rabszolga születhetett eleve rabszolgának, vagy lehetett hadifogoly, illetve adósrabszolga.

## Típusai

### Hagyományos rabszolgaság
A hagyományos rabszolgaságban az embereket uruk személyes tulajdonaként kezelik, és anyagi javakként adják-veszik. Két rabszolga gyereke is rabszolgának születik.  A történelemben ez volt a legelterjedtebb, több kultúrában is gyakorolták. Mivel ma már a rabszolgaság törvényen kívüli, ezt ritkán tudják feleleveníteni, habár előfordul.

### Adósrabszolgaság
Az adósrabszolgaság az az eset, amikor az egyén személyes szabadságával is felel a kölcsönért. Rabszolgaként végzett munkájával dolgozza le a ki nem fizetett adósságot. Nincs konkretizálva, hogy mit csináljon, és az időtartam sincs mindig kikötve, így azt a kölcsönadó határozza meg. Akár úgy is dönthet, hogy ezt az adósságot soha nem lehet kifizetni, és az adósrabszolga halála után tovább zaklathatja a családot, hogy az adósság fejében jöjjön valaki hozzá rabszolgának. Napjainkban ez a legelterjedtebb módja a rabszolgaságnak.
A probléma akkor is fennáll, ha a kölcsönadó tisztességes, és a leszolgálandó idő ki van kötve a szerződésben vagy a szokásjogban. Ugyanis a családnak ugyan nem kell fizetnie az adósságot, de munkaerőt vesztett, és a hazatérő volt adósrabszolgáról először gondoskodnia kell úgy, hogy tartalékait, vagyonának jelentős részét már elvesztette. Így akkor is újabb hitelt kell felvenniük, ha a felszabaduló elé mennek ruhával, étellel, költőpénzzel.

### Kényszerházasság
A kényszerházasságot is tekintik a rabszolgaság egy fajtájának. Ázsiában, Afrikában és Nyugaton a bevándorló közösségekben gyakori. A templomi prostitúcióban papoknak vagy más magasabb kasztúaknak adnak zálogba lányokat, ahogy az a Devadasi gyakorlata Dél-Ázsiában vagy a rituális rabszolgaság Nyugat-Afrikában. Az emberrablással kötött házasság is sok helyen előfordul, Etiópiában a házasságok 69%-át emberrablással kötik.

### Kényszermunka
A kényszermunka azt jelenti, hogy az egyént munkára kényszerítik akarata ellenére, erőszakkal vagy büntetéssel fenyegetve. Általánosabban beleértik az adósrabszolgaságot, vagy bármilyen helyzetet, amikor az embert akarata ellenére kényszerítik munkára, és egy másik személy felügyeli a munkáját, hogy valóban dolgozzon. Ide tartoznak olyan intézmények, amiket általában nem sorolnak a rabszolgasághoz, mint a jobbágyság, a sorkatonaság, vagy a büntetőtáborok. Habár egyes alanyoknak, mint például jobbágyok és sorkatonák vannak bizonyos jogaik, nem határozhatják meg a munkakörülményeket, gyakran erőszakkal fenyegetik őket, kényszerítik őket, valamint korlátozzák munkaidőn kívüli aktivitásukat vagy mozgásukat.
Az emberkereskedelem áldozatai többnyire gyerekek és nők, akiket prostitúcióra kényszerítenek. Ez a legdinamikusabban növekvő kényszermunka, amiben Thaiföld, Kambodzsa, India, Brazília és Mexikó vezető szerepet tölt be. A szexrabszolgaság példái, különösen a katonaság által elkövetve tartalmazzák a kényszerházasságot is. Az adósrabszolgasággal való fenyegetés is a rabszolgaság tilalmának megsértésének számít.
2007-ben a Human Rights Watch becslései szerint 200-300 ezer gyerek szolgált katonaként különböző háborús helyzetekben. A gyermekmunka többi kategóriájánál több 16 évesnél fiatalabb lányt küldenek nyomorban élő falusi szüleik cselédnek városba, ahogy például Haitin.

## Története

### Ókor
A legtöbb ókori társadalom a szegény szabadok munkájára épült, nem egy történész szerint indokolatlan rabszolgatartó társadalomról beszélni.
A Földközi-tenger térségében már a korai – homéroszi – korban szélesen elterjedt a rabszolgaság a házimunkák, mezőgazdaság és alkalmanként a hadi szolgálat területén. A rabszolgákat a harcok során szerezték, illetve utóbb továbbadták őket, és rabszolgaállapotukat gyermekeik is örökölték.
A kereskedelem fejlődésével sok helyen meggyökerezett az „adósrabszolgaság” jogi intézménye – a hitelező rabszolgájává tette az adóst az adósság ledolgozásáig. Athénban az ilyen rabszolgaság elleni lázongások a szolóni alkotmányhoz vezettek. Szolón az alkotmány reformja során eltörölte az adósságokat, és megtiltotta a rabszolgaságnak ezt a típusát.
Arisztotelész úgy tartotta, hogy a rabszolgaság természettől fogva jogos, hogy az a rabszolga, aki testi erejével képes végrehajtani az előírtakat. Ez azonban Arisztotelész véleménye szerint nem vonatkozott mindenkire, csak az úgynevezett barbárokra, azaz a nem-görögökre. Arisztotelésznél a barbárok természettől fogva rabszolgák: nemcsak a testük olyan, hogy munkára predesztinálja őket, hanem szellemi képességeik is korlátozottak, így hasznuk származik a rabszolgaságból, mivel gazdájuk gondolkozik helyettük.
A zsidóság egyedülálló módon úgy definiálta önmagát, hogy ők az a nép, amelyet Isten megszabadított az egyiptomi fogságból. Éppen ezért ennek a népnek a tagjai nem lehettek a korlátlan és tartós rabszolgaság állapotában. Ennek megfelelően az Ótestamentumban a rabszolgaság csak a nemzsidó környezetre terjedt ki: a más népből származókat a harc során rabságba ejtették: őket lehetett adni-venni, és munkára használni. A héber rabszolgákra azonban különleges védőelőírások vonatkoztak: még az önmagukat eladás is csak végső szükség esetén volt megengedett, legkésőbb hat év múltán pedig felszabadultak – az egyiptomi fogságból való szabadulás emlékére. Ennek az alapja a Tórában található, és egyetemes jogalapot képez. Az izraeli rabszolga nem teljesen jogfosztott, mivel gazdájához hasonlóan őt is Isten teremtette. Így például a hetedik napon való munka tiltása nem csak a gazdára vonatkozott, hanem a rabszolgáját sem volt szabad dolgoztatnia.

#### Róma

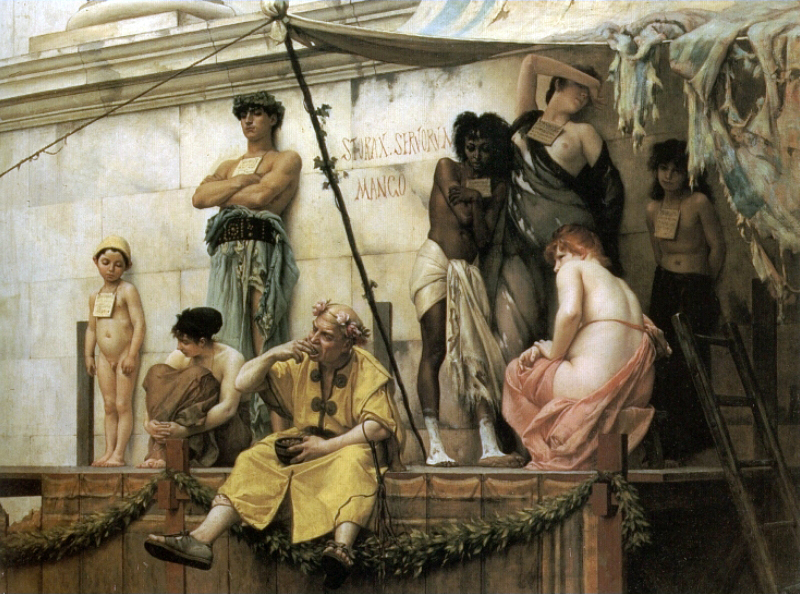
Római kori rabszolgapiac (Gustave Boulanger festménye)

A római jogban a rabszolgák tárgyak voltak, amelyek felett a gazdájuk korlátlanul rendelkezhetett, és a háziállatok közé sorolták őket, így jogképesek sem voltak. Ám ennek ellenére nem lehetett egyszerű dolognak tekinteni, emberi mivoltát jogilag elismerték és ennek megfelelően a felettük való rendelkezést nem tulajdonjognak (dominium), hanem rabszolgatartói hatalomnak (dominica potestas) nevezték. Ezen kívül a rabszolga sírhelye vallási okokból nem volt eladható, valamint a rabszolga saját különvagyonnal is rendelkezhetett, ha ezt ura engedélyezte számára.
Rabszolgasorba sokféle módon lehetett kerülni, ezek közül a leggyakoribb az adósrabszolgaság és a fogságba esés volt. Az adósságukat fizetni képtelen adósokat hitelezőik önhatalmúan, ünnepélyes szöveg elmondásával és kezük adósra helyezésével elfogták és a praetor elé vitték, hogy ezt jóváhagyja számukra (legis actio manus iniectionem). Az adóst ilyenkor a kézrátétel (manus iniectio) tárgyának tekintették csupán, így védekezésre sem nyílott joga. Ha senki sem lépett fel az adós érdekében, akkor a praetor engedélye alapján a hitelező hatvan napig bilincsben tarthatta az adóst, és három vasárnapon a Forum Romanumra vihette, hátha valaki hajlandó tartozását kifizetni. Amennyiben erre nem került sor, úgy az illetőt eladhatták rabszolgának a Tiberisen túlra vagy megölhették. A törvény szigora azonban utóbb csökkent, és Kr. e. 326. után már tiltották az adós megölését vagy rabszolgának való eladását, így az adós már csak arra volt kötelezhető, hogy a hitelező foglyaként ledolgozza tartozását.
A fogságba esés volt azonban a rabszolgává válás legáltalánosabb és legősibb formája. Az ellenséges állam polgára maga is ellenségnek minősült, így a rómaiaknak lehetőségük volt őt mind háborúban, mind békében fogságba ejteni és így rabszolgává tenni. Ennek megfelelően az idegen származású akkor is fogságba ejthető volt, ha békeidőben, civilként lépett Róma területére. A rabszolgává válásnak ezen kívül több más módja is létezett, leginkább büntetésből. A civiljog korában ezek: kifizetetlen adósság; aki kivonta magát a polgárok névjegyzékébe (census) való felírás alól; aki dezertált; akit lopás közben a sértett tetten ért. A későbbi praetori és császári jog idején az okok kibővültek. Így rabszolgává vált az, aki önként eladta magát annak, hogy az eladóval összejátszva elosszák vételárát; akiket bányamunkára vagy állatviadalra ítéltek. A senatus consultum Claudianum alapján szintén szolgasorba süllyedt az a nő, aki egy rabszolgával élt együtt, és ezzel nem hagyott fel a gazdája határozott felszólítására ellenére sem. A rabszolgák gyermekei maguk is rabszolgává váltak születésük után. Kivételt jelentett az, ha az anya a terhesség ideje alatt bármilyen rövid ideig szabad volt, ekkor a gyerek maga is szabaddá vált.
A Római Királyság és Köztársaság korában még a patriarchális rabszolgaság volt a jellemző, ahol a szolgák jogköre nem különbözött semmiben az őt birtokló családétól. Ez leginkább a családfő (pater familias) korlátlan család feletti hatalmának volt köszönhető, másrészt a rabszolgákat ekkoriban mintegy családtagnak tekintették. A helyzet a hódító hadjáratokkal változott meg, amikor nagy mennyiségű rabszolga áramlott be Rómába. A rabszolgák egy része uruktól kapott joggal kereskedelmi tevékenységbe kezdett, ám többségükre embertelen nagyüzemi kényszermunka várt, nagyon rossz körülmények közepette. Róma hanyatlásával együtt a rabszolgák száma is fogyni kezdett, így külön törvények születtek védelmükre, amik tiltották a rabszolgák megölését, valamint a velük való kegyetlenkedéseket. Azonban ezt megelőzően a rabszolgákkal való önkényes és kegyetlen bánásmód többször is rabszolga-felkelésekhez és három rabszolgaháborúhoz vezetett. Különösen a Spartacus-féle felkelés (Kr. e. 73 – 71. között) öltött Róma számára veszélyes méreteket.
A rabszolgaság megszűnésére kezdetben csupán felszabadítással (manumissio) kerülhetett sor. Ez kezdetben egy színleges pert (manumissio vindicata) jelentett, ahol a felszabadítani szándékozót egy barátja vagy rokona beperelte és a praetor előtt kijelentette, hogy a rabszolga szabad. Ura ekkor ezt elismerte, így a praetor hivatalosan is szabadnak ismerte el őt. A felszabadulásnak több más módja is létezett ezen kívül:
- valakinek a végakarata folytán (manumissio testamentum)
- azzal, hogy a gazdája felíratta a szabad polgárok névjegyzékébe (manumissio censum)
- vagy egyszerű akaratnyilvánítással: barátok színe előtt (inter amicos), szabadságlevél küldésével (per epistulam), az úr asztalához ültetéssel (per mensam), szabadságot jelképező kalap feltételével (per pileum). Utóbbiakat a civiljog nem ismerte el, ám a praetor esetükben nem engedélyezte, hogy a szabadságot ismét megvonják tőlük, és a perekben nem nyújtott jogsegélyt.[20]

Ellentétben a görög városállamok többségével, Rómában a felszabadult rabszolgáknak volt polgárjoguk, ám ezt megkülönböztették a születéssel polgárjogot szerzőktől, és azokat több szempontból is korlátozták, és gyakran különféle kötelezettségeket is magával hozott.
A korai császárkorban a felszabadítások száma annyira megnövekedett, hogy Augustus császár Kr. u. 4-ben korlátozásokat vezetett be. Így például csak 20 évnél idősebb rabszolgáját lehetett felszabadítani, és 30 évnél fiatalabb szolga csak nyomós indokkal volt felszabadítható. Amennyiben ezek nem álltak fent, úgy vagy érvénytelen volt a felszabadítás (ha 20 évnél fiatalabb volt a felszabadító), vagy a felszabadított rabszolga jogköre csökken (polgárjogát elveszítve latinjogúvá vált). Augustus törvényei ezen kívül semmisnek ítélték a hitelezők megkárosítása miatti rabszolga-felszabadítást is.
A kereszténység államvallássá emelkedésével a rabszolgaság bizonyos mértében enyhült. Ekkor került be a jogba a keresztény templomban való felszabadítás (manumissio in sacrosanctis ecclesiis) is, amelynek eredményeképp a személy római polgárrá vált. A birodalommal együtt a rabszolgaság is hanyatlásnak indult. A rabszolgák munkája elégtelenné vált, így bár a rendszer maradványai nyomokban még hosszú ideig megmaradtak, a rabszolgatartás helyét átvette a feudalizmus, a rabszolgák pedig jobbágyokká váltak.

### Középkor

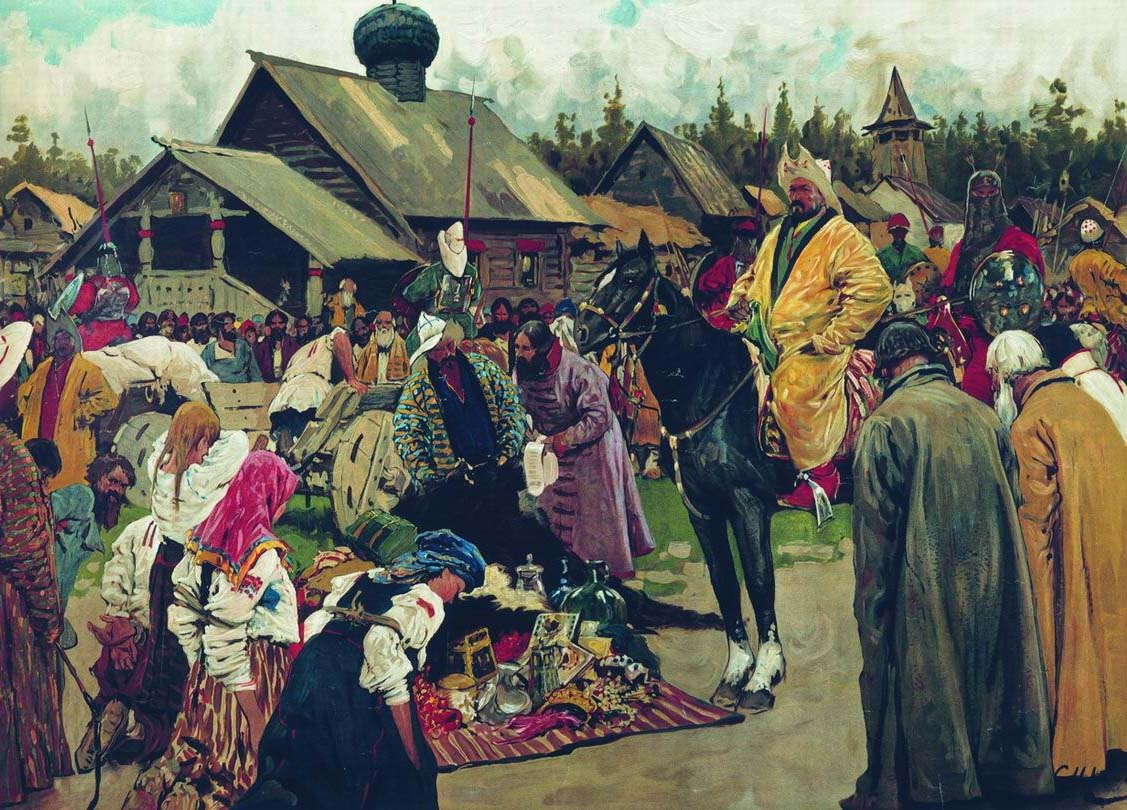
Szergej Ivanov: "Baskaki" (1909), a festmény orosz rabszolgák felajánlását ábrázolja a mongol adóbehajtó (baskaki) számára

A 8. és 10. század között ismét megnövekedett a rabszolgaság jelentősége, amit a Mediterráneum vidékén az iszlám térhódítás, Kelet-Európában a varég expanzió okozott. A türk népek – például a kazárok – élénk kereskedelmet folytattak az Európából származó világos bőrű rabszolgákkal, azonban a 10. században a varégok átvették a kazároktól a kereskedelmet. A rabszolga-kereskedelemben fontos szerepet játszott egy rádhánita néven ismert csoport, vagyis a keresztény és muszlim világ közötti rabszolga-kereskedelem jó részét zsidó kereskedők bonyolították.
A keresztény hitre térést követően Európa legtöbb országában fokozatosan korlátozottá vált a keresztény rabszolgák adásvétele. Azonban a fenti kitétel a pogányokra nem vonatkozott, Nagy Károly például az elfogott szászok egy részét rabszolgaként adatta el, míg a 9–10. századi rabszolgák többsége a nyugati szláv területekről került ki (ennek során vált Prága kereskedelmi központtá). Oroszországban a tatár-mongol invázió és hódítás következtében, a városi lakosság létszámának komoly csökkenése következett be, mert sokakat rabszolgaságba hurcoltak. Az Arany Horda mongol adószedői, a baskakik, adó fejében gyűjtötték be a rabszolgákat is. A rabszolgák az évszázadok során beleolvadtak a jobbágyságba; erre Közép-Európában később került sor, mint Nyugat-Európában, másrészt a servus jogállapotú réteg mai napig társadalomtörténeti viták tárgyát képezi.
A késő középkorban a rabszolgaság ismét visszaszorult. A Földközi-tenger térségében azonban, ahol bőséges volt az utánpótlás afrikai rabszolgákból, tovább virágzott az emberkereskedelem. A rabszolgaság újabb lendületet vett az Újvilág felfedezésével.

### Újkor

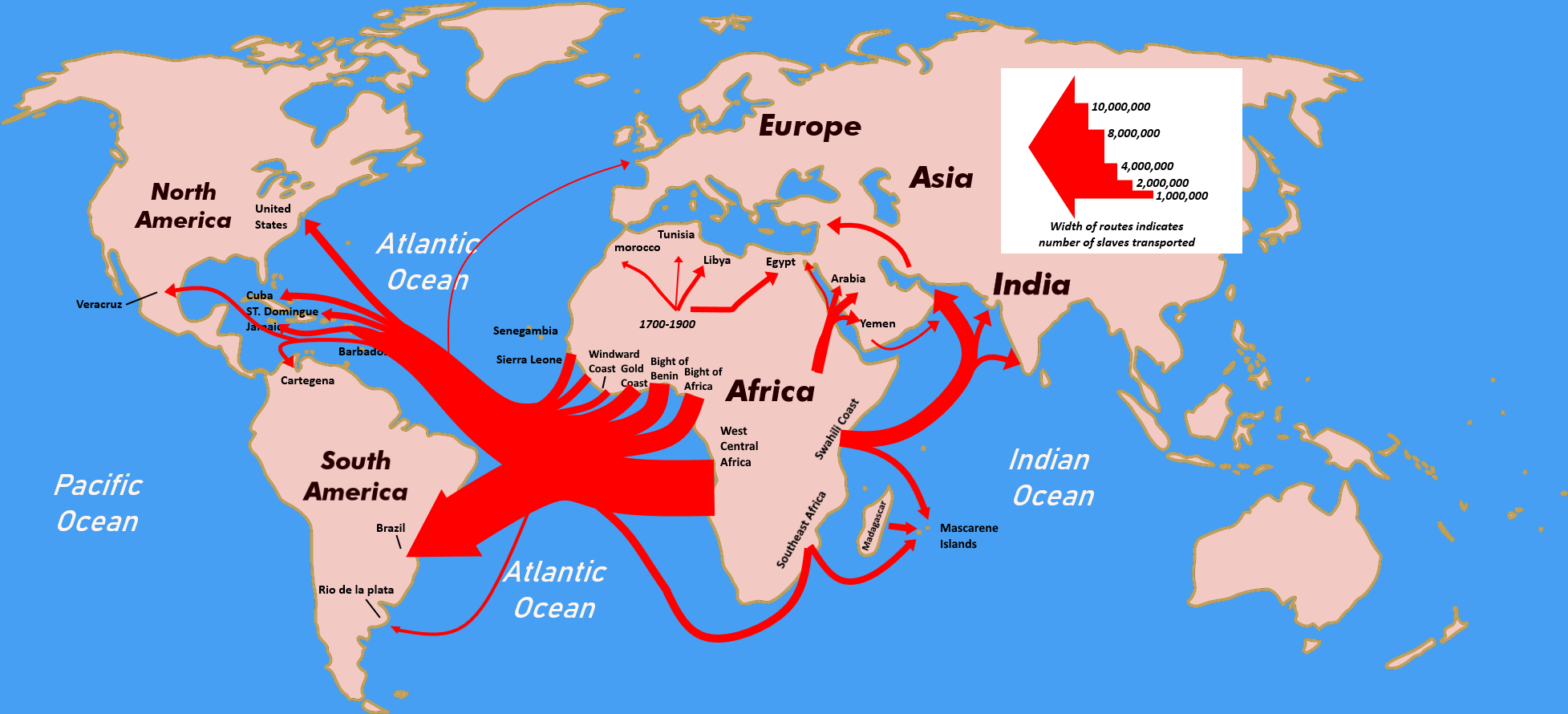
A rabszolga-kereskedelem főbb útvonalai

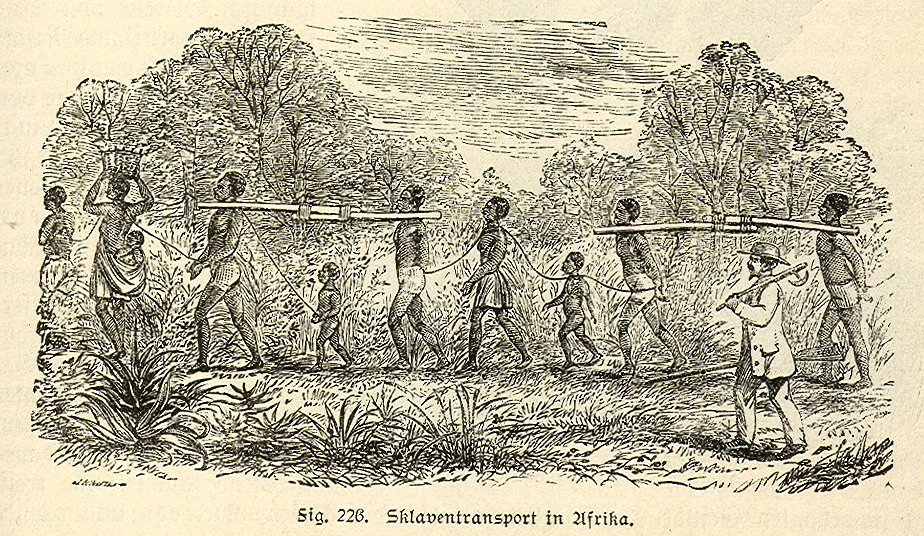
Afrikai rabszolgák szállítása a 19. században

#### Európa
A Földközi-tenger térségében az Oszmán Birodalom és az európai keresztény államok között zajló 16. századi háborúk során nagy szerep jutott a rabszolgatartásnak. Ennek egyik oka a megfélemlítés politikája volt. A szultáni flottával és az azzal szövetséges kalózokkal egyetlen keresztény állam tengeri ereje sem tudta felvenni a versenyt, így tökélyre fejleszthették a part menti települések váratlan lerohanását, és a lakosság elhurcolását, esetenként mélyen a szárazföld belsejéig is üldözve a menekülőket. A rabszolgák összegyűjtésének másik fő oka az volt, hogy a korszakban használt gályák rengeteg evezőst, az erődítmények építése pedig rengeteg kényszermunkást igényelt mindkét oldalon.
Az oszmán csapatok rendszeresen lerohanták Dél-Európa tengerparti területeit és egész települések lakosságát rabolták el. A törökök egy-egy hadjárat során akár több ezer embert is magukkal hurcolhattak. Így például a Nápolyi-öbölből 1544-ben 7000, 1551-ben Gozo szigetéről 5000, 1554-ben Calabriából 6000, 1566-ban Granadából 4000 embert raboltak el. (Esetenként előfordult, hogy olyan sok foglyot ejtettek, hogy a túlterhelt hajókról a gyengébbeket a tengerbe ölték.) Kisebb mértékben de ugyanígy jártak el az európaiak is: a harcok, vagy kalóztámadások során foglyul ejtett muzulmánok sokszor rabszolgaként végezték életüket. Ilyen muzulmán rabszolgák szolgáltak a gályákon, de az emberrablásban és rabszolgatartásban jeleskedő johannita lovagrend rodoszi, máltai erődítményeinek kiépítésén is. Szintén előfordult, hogy az európai vallási gyűlölködések során a foglyul ejtett protestánsokat egyszerűen eladták rabszolgának.
A rabszolgák a muzulmán vagy keresztény világ rabszolgapiacain találtak gazdára. Ilyen piac működött a 16. században Livornóban vagy Nápolyban, , a másik oldalon pedig a Birodalom nagyobb városaiban, Isztambulban, Tripoliban vagy Algírban. 
Romániában a társadalmi változások és gazdasági fejlődés jellemzően lassan ment végbe, Moldvában is csak a 19. század második felében törölték el a rabszolgaságot.

#### Gyarmatok
Az amerikai kontinens gyarmatosításával megújult az olcsó munkaerő iránti igény. A bennszülött lakosság nem volt erre képes, mert az európaiak által behurcolt betegségekre (például kanyaró és himlő) nagyon fogékonyak voltak. Másrészt az addigi életmódjuk sem tette őket alkalmassá a feudális termelési rendszerbe való hatékony beilleszkedésre. Kubában a bennszülött lakosságot teljesen kiirtották (lásd még: Bartolomé de las Casas). 1512-ben V. Ferdinánd kasztíliai király (II. Ferdinánd néven Aragónia királya) betiltotta az indián rabszolgaságot. 1526-ban az első afrikai rabszolgaszállítmányok elérték Kuba szigetét. A 16-17. században több mint 600 000 afrikai rabszolga került élve az amerikai spanyol gyarmatokra. A fogságba ejtett és a szállítás során meghalt rabszolgák száma ennél lényegesen magasabb volt, mivel a rabszolgavadászok kiválogatták és megölték a gyengének ítélt embereket, és sokan elhunytak a nyomorúságos úton a partig, illetve a rabszolgahajókon. A rabszolgákkal való kereskedelem a 19. századig, kb. 1840-ig virágzott.
Az első ipari forradalom a rabszolgaság teljesen új formájához vezetett. Azelőtt a rabszolgák túlnyomórészt (kevés kivétellel, mint például az ókori görög és római ércbányákban) a mezőgazdasági termelés ritmusában dolgoztak, és nem alkalmazták őket tömegesen, inkább a földbirtokos háztartásához tartoztak. A gőzgép feltalálása után a rabszolgamunkát a gépek ritmusához igazították. A gőzzel hajtott cukormalmok Kubában, és a gyapotot feldolgozó gépek az USA déli államaiban teljesen megváltoztatták a rabszolgamunka jellegét. Minél többre voltak képesek a gépek a technikai haladás következtében, annál keményebb és tömegesebb volt a rabszolgák igénybevétele. Tehát a kubai rabszolgák munkáját a 19. századi gőzzel hajtott cukormalmok feldolgozási kapacitásához kellett igazítani. A rabszolgákat százasával barakkokba helyezték el, a munkaerejüket a végsőkig kihasználták. A korbács megszokott hajtóeszköz volt a munka során. Az embertelen munkakörülmények következményeképpen rabszolgafelkelések törtek ki, például Haitiban vagy Kubában a 18. század végén és a 19. század elején. A félelmetes büntetések ellenére a rabszolgák az úttalan erdőkbe szöktek. Külön rabszolgavadászok és erre kiképzett kutyák kutatták fel őket. Ha a szökött rabszolgákat megtalálták, akkor a többiek elrettentésére nyilvános büntetés következett, mely legtöbbször korbácsolás volt, de számos más kegyetlenkedés is előfordult.

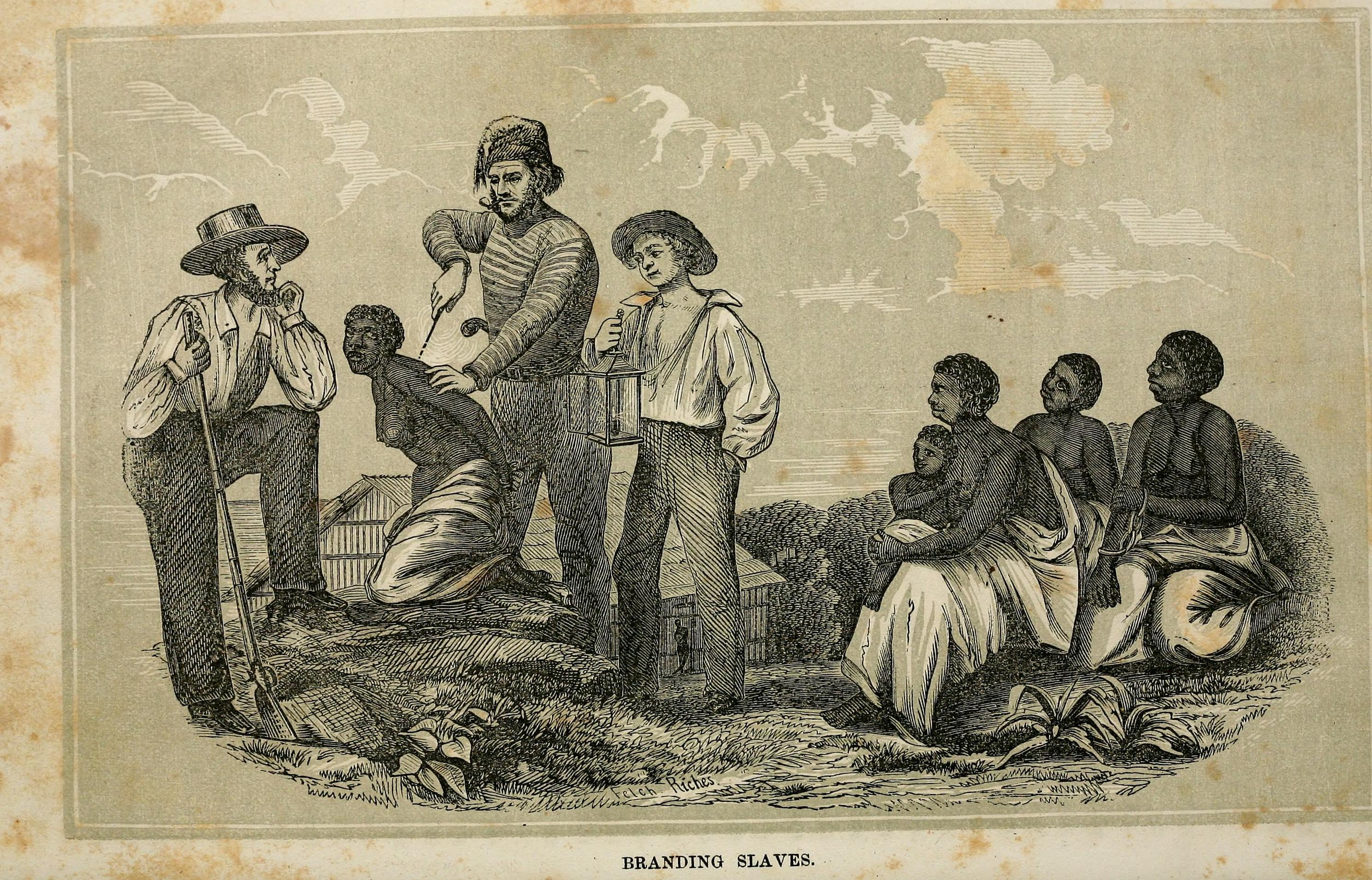
Rabszolga megbélyegzése

Miután betiltották a rabszolgák további behozatalát Kubába, következett a „tenyésztési program”, aminek az lett volna a célja, hogy a rabszolgagyermekek helyettesítsék a hiányzó afrikai utánpótlást. A rabszolganők az abortusz különböző módszereivel próbálták megakadályozni, hogy gyermekük szülessen, aki szintén rabszolgasorsra jut. Gyakori volt a rabszolgák öngyilkossága is.
A kubai rabszolgák tömegesen csatlakoztak a kubai függetlenségi mozgalomhoz, amely ugyan későn, de felvette a rabszolgák felszabadítását a programjába. Amikor 1898-ban az elvesztett háború után a spanyolok kivonultak Kubából, az egykori rabszolgákból bérmunkások lettek, anélkül, hogy a társadalmi helyzetük lényegesen javult volna. Míg azelőtt „igavonó állatként” a cukorgyártás szünetelése alatt is életben tartották őket, most a munkanélküliség elbocsátáshoz és éhezéshez vezetett.
A kubai rabszolgaságot törvényileg még a spanyolok törölték el 1880-ban.

#### Haiti rabszolgalázadás
Az 1789-es francia forradalom a gyarmatokra is elvitte a szabadság, egyenlőség és testvériség eszméit. Ez robbantotta ki 1791-ben a haiti rabszolgalázadást. A felkelők vezére Toussaint Louverture volt. Végül 1794-ben Haitiban eltörölték a rabszolgaságot, és a gyarmat elnyerte az autonómiát. I. Napóleon 1802-ben ismét bevezette a rabszolgaságot, ami újabb felkelést váltott ki. 1804-ben Haiti végül is kiharcolta a függetlenséget. Ezzel a rabszolgaságnak is vége szakadt. A haiti rabszolgalázadás volt az egyetlen, amely egy független ország megalapításához vezetett.

#### Amerikai Egyesült Államok

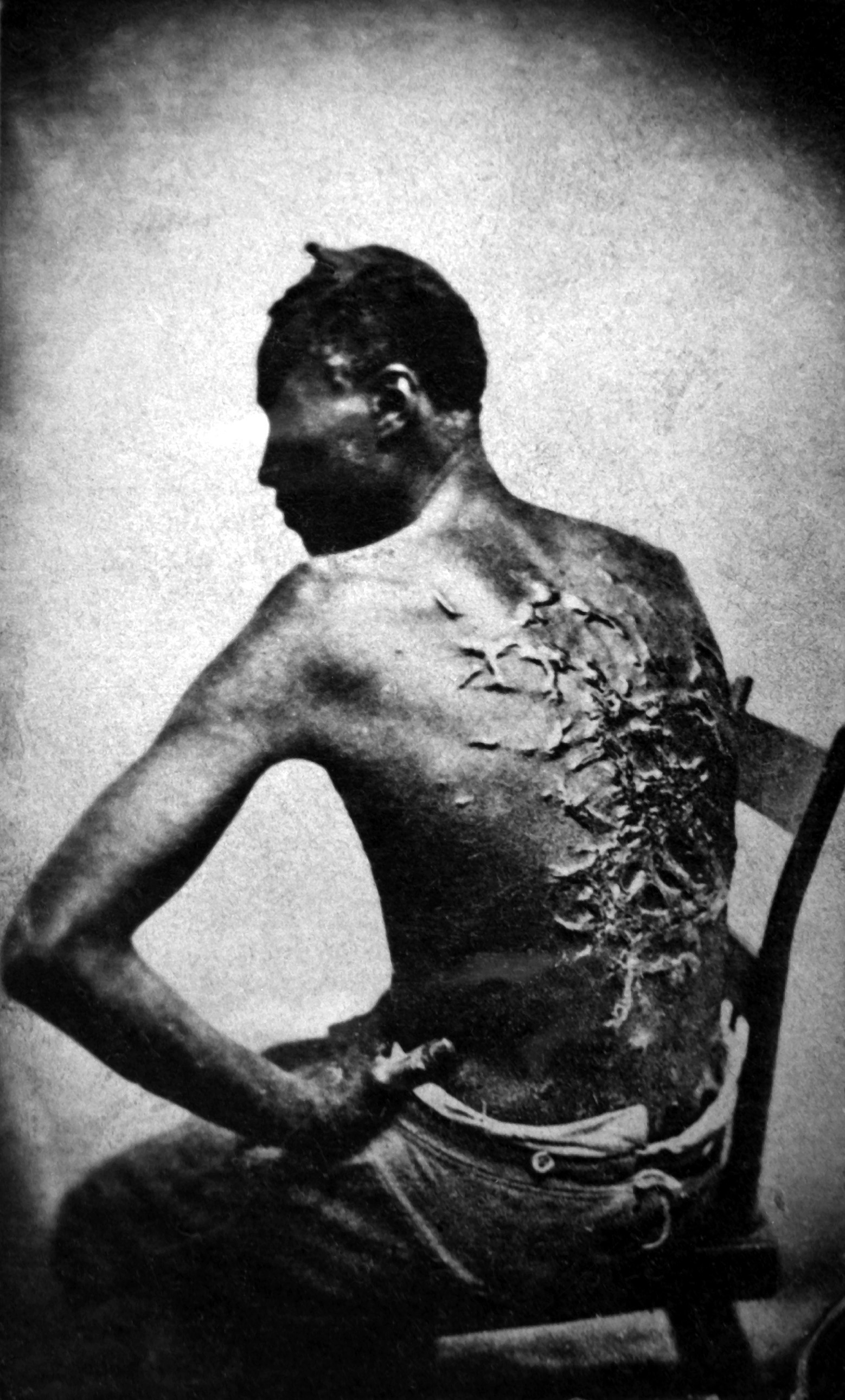
Egy híres fotódokumentum az amerikai polgárháború idejéről: Gordon, a megkorbácsolt rabszolga mutatja hegeit (1863)

A rabszolgaság leginkább az USA déli államaiból ismert, mivel ezek az államok nagy számban importáltak Afrikából embereket mezőgazdasági munkaerő céljára. Ez több százezer afrikai életébe került. A rabszolgasággal együtt kialakult a fehérek rasszizmusa a fekete rabszolgákkal szemben. A gyapotkereskedelem ugrásszerű fejlődése a 19. század közepén szintén hozzájárult ehhez. Többek között a rabszolgaságról vallott eltérő nézetek vezettek az amerikai polgárháború kitöréséhez. Az USA-ban komoly abolicionista mozgalom bontakozott ki a 19. században, amelynek tagjai voltak például John Brown, Allan Pinkerton, Harriet Beecher Stowe, Harriet Tubman.
1865. december 6-án az Egyesült Államok alkotmányának 13. kiegészítésének („amendment”) elfogadásával a rabszolgaságot az USA-ban törvényen kívülre helyezték.

#### Ázsia
A rabszolgaság intézménye Ázsiában is létezett több országban, például Koreában, már a három királyság korában is. A Csoszon-korban (1392–1897) is általános volt a rabszolgaság, melyet csak 1894-ben szüntettek meg.

### Napjainkban

#### A klasszikus rabszolgaság újbóli kialakulása
Az arab tavaszt követő háborúk (pl. a szíriai polgárháború) és a globális felmelegedés miatt kialakult gazdasági válság hatására a 2010-es évek közepétől népvándorlás indult, amelynek során tömegek igyekeztek eljutni Afrika és Ázsia nyomor vagy háború sújtotta övezeteiből Európába. A menekülő emberek számos olyan országon keltek át, ahol a központi hatalom meggyengült vagy megszűnt. Ebben a közegben ismét kialakult a klasszikus rabszolgatartás: szervezett bűnözői csoportok rabszolgapiacokat, fogolytáborokat hoztak létre, és a kiszolgáltatott emberek tömegeit vetették rabszolgaságba.

#### Modern rabszolgaság
A globalizációt elemző írók, pl. Naomi Klein kvázi-rabszolgasorban dolgozó munkásokról ír, akik különböző távol-keleti, közép-amerikai országokban igen nehéz munkakörülmények között dolgoznak, pl. ellenőrzik a nők menzeszét, és annak elmaradása esetén egyből kirúgják őket; ha valaki betegszabadságra menne, kirúgják; a munkaidőt naponta csak pár percre lehet megszakítani; a szakszervezeteket nem engedélyezik, betiltják, stb.

## Rabszolgaság a művészetekben
A rabszolgaság, mint egy történelmi kor sajátossága, számtalan művészeti alkotásban szerepel. Néhány közismert és díjazott alkotás a témában:
- Tamás bátya kunyhója, Harriet Beecher Stowe amerikai írónő 1852-es regénye
- A láthatatlan ember, Gárdonyi Géza regénye
- Gyökerek (Alex Haley)
- Rabszolgasors (eredeti címe: A Escrava Isaura) egy 1976-os brazil telenovella, Bernardo Guimarães regénye alapján
- Gladiátor
- Django elszabadul
- Spartacus (1960), Stanley Kubrick filmje
- 12 év rabszolgaság
- Sometimes I Feel Like a Motherless Child
- Amistad (1997), Steven Spielberg filmje, A La Amistad hajó története

## Érdekesség
- A fenntarthatósági témákat tárgyaló Utolsó kísérlet című könyv szerzői erőforrás-rabszolgaként utalnak arra, hogy az elektromos, illetve robbanómotoros gépek ellentételezés nélkül dolgoznak nekünk.[35]
- Mississippi állam formailag csak 2013 februárjában ratifikálta az amerikai alkotmánynak a rabszolgaság eltörléséről rendelkező kiegészítését, amelyet még 1865-ben fogadtak el.[36]

### Fordítás
Ez a szócikk részben vagy egészben  a   Sklaverei című német Wikipédia-szócikk ezen változatának fordításán alapul.  Az eredeti cikk szerkesztőit annak laptörténete sorolja fel. Ez a jelzés csupán a megfogalmazás eredetét és a szerzői jogokat jelzi, nem szolgál a cikkben szereplő információk forrásmegjelöléseként.